# Stanisław Labocha
Stanisław Labocha (ur. 27 stycznia 1946 w Kamionce, gmina Burzenin) – polski kolarz szosowy startujący w wyścigach w latach 60. i 70. XX stulecia.
Zajął 37. miejsce indywidualnie w Wyścigu Pokoju w 1972, zaś reprezentacja Polski zajęła 6. miejsce drużynowo.
W Wyścigu Dookoła Polski zajmował następujące miejsca: 1968 – 15. miejsce, 1970 – 5. miejsce, 1971 – 4. miejsce, 1972 – 19. miejsce.
Zdobył srebrny medal w mistrzostwach Polski w wyścigu górskim w 1970 i 1971 oraz w wyścigu parami w 1970 (razem z Henrykiem Woźniakiem). Był również mistrzem Polski w drużynowym wyścigu na 4000 m na dochodzenie na torze w 1969.
Zajął 3. miejsce w Wyścigu Dookoła Bułgarii w 1969 oraz 8. miejsce w 1971 i 3.miejsce w 1972 w Wyścigu Dookoła Jugosławii.
Zajął 2. miejsce w Wyścigu o Puchar Dowódcy Marynarki Wojennej  w 1968 i 3. miejsce w Pucharze MON w 1972.
Startował w zespole LZS Nowogard (1964–1968), LZS Gryf Szczecin (1968–1972) i Zagłębiak Będzin (1972–1978).